# كريمه (مقاطعة فيروزآباد)
كريمه (بالفارسية: کریمه) هي قرية تقع في قسم جايدشت الريفي في إيران. يقدر عدد سكانها بـ 0 نسمة بحسب إحصاء 2016.